# Думитру Прунариу
Думитру Дорин Прунариу (на румънски: Dumitru Prunariu) е румънски военен пилот, единственият гражданин на Румъния и друга Балканска държава, освен предшествалата я България, извършил полет в космическото пространство.
Роден е в град Брашов на 27 септември 1952 г. Завършва местната физико-математическа гимназия през 1971 г. Взима диплома за космически инженер от Политехнически университет в Букурещ през 1976 г. След това работи в Брашов в авиационния завод „IAR – Brasov“, а през 1977 г. постъпва в румънските ВВС и става военен пилот.
На 14 май 1981 г. Прунариу става първия и единствен румънец, полетял в космоса на мисия „Союз 40“. Прекарва 6 дни на космическа станция „Салют 6“, правейки научни изследвания и експерименти, включително и върху земното магнитно поле.
През 1990 г. става директор на гражданската авиация в Румъния, а през 1998 е избран за президент на Румънската космическа агенция (ROSA). Посланик е на Р. Румъния в Русия през 2004-2005 г.
Автор е на няколко книги за космически технологии и полети.
Обявен за „Герой на Съветския съюз“ и за „Герой на Социалистическа република Румъния“. Получава орден „Ленин“ и медал „Златна звезда“.
На 7 февруари 2007 г. президентът на Румъния Траян Бъсеску освобождава Прунариу от активна длъжност със званието генерал-майор.